# ソウルメイト
ソウルメイト (soulmate, soul mate) は、soul（魂）とmate（伴侶、仲間）を組み合わせた英語の造語で、魂の伴侶のこと。一般的には、共通の価値観や好みといった深い親和性のある相手、気性の合った人、初対面でも直感的に懐かしさを感じる人、ロマンチックな結びつきのある相手、運命の伴侶、特別な恋人、相思相愛の相手、互いに深い精神的な繋がりを感じる大切な人、深い縁を持つ人などを意味する。
転生説を信じる人が、過去世から何らかの縁があると考える相手、または同じ魂のグループ（類魂）に属すると考える相手をソウルメイトと呼ぶこともある。何らかの縁があるため、偶然（シンクロニシティ）に何度も出くわしたりすることもあると言われる。片割れまたは同じグループの魂は、ツインフレイム（Twin flames）またはツインソウル（twin souls）と呼ばれる。英語のソウルメイト、ツインソウル、ツインフレイムは互いに深く慕う存在を指す同義語として扱われ混同されることもあるが、別の概念であるという意見もある。

## 概要
ソウルメイトのアイデアは、古代ギリシャの哲学者プラトンによる、かつて両性具有の球形の人間があったが、引き裂かれ男と女になったという球体人間論に由来すると考えられている。

ソウルメイトという言葉は、近世イギリスのロマン派詩人・批評家・哲学者のサミュエル・テイラー・コールリッジ（1772年 - 1834年）が若い女性への手紙で最初に使ったといわれている。
「結婚生活の中で幸福になるには（中略）不幸にならないためには、家族や配偶者のような『ソウルメイト』を持たなければなりません。」という彼の言葉は、彼自身の不幸な結婚生活から生まれたと考えられている。コールリッジは結婚生活が破綻した後、親交のあった詩人ワーズワースの義妹セアラに報われない恋を捧げた。ただし、はっきりした理由は不明であるが、1980年代までこの言葉は普及しなかった。おそらく、カール・グスタフ・ユングの The Archetypes and the Collective Unconscious（元型と集合的無意識、1980年版）で、人間がどこか高次の世界に持つ存在としてソウルメイトに言及されたためか、もしくはニューエイジ運動で発展したか、ロマンティック・コメディによって広まったという見解もある。
19世紀後半のオカルト結社ルクソールのヘルメス同胞団は、男女のカップルはこの世でも死後も一緒に霊的に進化できると説いている。ルクソールのヘルメス同胞団はこの「ソウルメイト」教説を、19世紀のアメリカの心霊主義者で性的な教えを説いたパスカル・ビヴァリー・ランドルフから取り入れており、ランドルフは19世紀の心霊主義者アンドリュー・ジャクソン・デイヴィスや、霊界（死後の世界）を幻視したという18世紀の神秘家・神学者のエマヌエル・スヴェーデンボリの著作から取り入れている。20世紀の占星術師で、占星術の通信教育を行った光の教会の主催者C・C・ザイン（ベンジャミン・P・ウィリアムズ）は、ルクソールのヘルメス同胞団の教えを受け継いで「ソウルメイト」教説を説いたが、これはユダヤ教神秘主義カバラの『ゾハール』の中で伝えられたことだと主張している。
近代神智学では、人類はもともと両性具有の霊的な存在であったが、霊的に退化し物質的・性別のある存在に堕したと考えており、近代神智学に影響を受けた20世紀の心霊治療家のエドガー・ケイシーは、全ての人は繰り返す転生の中で片割れを探しており、霊的成長・霊的進化を達成しカルマという負債を全て解消すれば、ソウルメイトと融合し根源に還るとしている。
アメリカのニューエイジの旗手といわれる女優シャーリー・マクレーンが自著の中で幾度となくソウルメイトについて語ったことで、女性読者の間で「ソウルメイトに出会いたい」という思いが高まっていったという。マクレーンの著作『アウト・オン・ア・リム』では、ソウルメイトとは、ビッグバンの時に互いに属するペアとして作られた存在で、その電磁波数は全く同一である、と説明されている。
近代の西洋諸国の結婚観では、大勢の人々が幸せのために、自分のソウルメイトを探しており、運命の相手と恋愛結婚することを目指す（ロマンチック・ラブ）。20歳から29歳の独身を対象としたアメリカの調査では、94%がソウルメイトを信じており、特別な人・ソウルメイトがここではないどこかで自分を待っていると考えている。ヨーロッパの若年層にも同様の傾向がある。ソウルメイトは、完全だと感じられる誰か、とはいっても完璧な人間ではなく、その人にとって完全だと感じられる人で、社会的身分・外観・学歴・収入などは考慮されない。ソウルメイト同士の人生観は同じであり、同じように考え同じものを望み必要とし、同じものを不必要と考えるため、争うこともないという。
運命的な恋は西洋文学やメルヘンなどのフィクションでよくある主題である。現在ではソウルメイトの概念は、ハリウッド作品などにより広められている。
近代心霊主義の影響を受けた前世療法で使われる用語である。津城寛文は、前世療法でこの言葉が強調される場合、恋人探しのワークショップや街角の占いに近づきがちであると述べている。世俗的な転生説では、ソウルメイト(理想の伴侶、運命の伴侶）との出会いが目指されるが、そこでの転生は、閉じた関係性の中で繰り返させる男女関係の交錯である。
ソウルメイトとの出会いを目指す転生観では、スピリティズムに代表される近代心霊主義での転生による負債の償いや、公正で平和な社会の実現といった社会的倫理や、近代神智学でも見られる魂の進化や能力開発といった内面的倫理もほとんど見られない。前世療法の開拓者ブライアン・L・ワイスも、Only Love is Real: A Story of Soulmates Reunited （1996年、邦訳『ソウルメイト 魂の伴侶―傷ついた人生をいやす生まれ変わりの旅』1996年）で、運命の相手との出会いを目指す転生論を主題とした。精神世界の本を数多く翻訳してきた山川紘矢・亜希子夫妻は、ワイスがこの本を出版した理由は、ソウルメイトというロマンチックな物語が、輪廻転生や前世を人々に理解してもらうことに役立つと考えたためであると述べている。山川夫妻は、この本の流行で、「ソウルメイトと出会いたい」「ソウルメイトと結婚したい」という女性がたくさん出てきたと述べている。また山川夫妻は、ソウルメイトであるか否かに固執したり目の前の人をおろそかにする人もあるが、霊的に進化したときにソウルメイトの存在に気づきやすくなるため、まず目の前の人を大切にすべきであると述べている。スピリチュアルな世界では、人間には霊的なレベル、魂のレベルの高低があるとされることがあり、ソウルメイトと出会うために霊的成長、「魂のレベル」を上げる必要があるということがしばしば言われる。霊的に進化する方法については、善行、修行、秘教的知識の習得など様々な意見がある。
また、ソウルメイト観念を拡大して、この言葉であらゆる人間関係を包括する「魂の交流」が論じられることもあり、人間関係を「魂」に焦点を当てて解釈し、人間関係とは魂がその運命を全うする場であるとする論者もいる。
ソウルメイトを探す方法の一例としては、似た者同士が集まりやすい場に赴くことなどが挙げられる。インターネット上においては、ソウルメイト・チェックリストの作成も効果的である。また、マッチングサイトや掲示板サイトが利用される場合もある。

## 批評
ソウルメイトの概念は非常に個人主義的である。キリスト教の影響のある概念である。
心理学者や識者の中には、ソウルメイトはフィクション、非現実的存在であり、ソウルメイトの観念が恋人への過剰に高い期待を形成しており、そのため恋人関係・人間関係に支障が出たり、悲惨な生活をする人が多くみられると警鐘を鳴らす人もいる。ロマンチックラブ・イデオロギーの一種であり、特別な魂のきずなであるソウルメイトの概念が、親しい人との間に育まれてきた魂のこもった絆を無視させる可能性があるという意見もある。
ソウルメイト観念を拡大し、人間関係とは魂がその運命を全うする場であるとする人間関係の解釈は、興味の中心を「空想と想像に移行」させ、結果的に関心が相手ではなく「（自分の）魂それ自体」に集中し、「運命は私に何を求めているのだろう?」という反省が呼び起こされる。津城は、こういった理解は大衆的な心理学とは異なっていると指摘している。